# Route nationale 31 (Suède)
Pour les articles homonymes, voir Route nationale 31.
La route nationale 31 (en suédois : Riksväg 31) est une route nationale entre  Nybro et Jönköping en Suède,.

## Présentation
La route nationale 31 traverse le comté de Kalmar, le comté de Kronoberg et le comté de Jönköping.
La route bifurque de la  route nationale 25 à Nybro, à environ 23 km à l'ouest de Kalmar.
Puis elle traverse Lenhovda et Vetlanda, parcourt un tronçon commun avec la route nationale 47 et continue via Nässjö jusqu'à Jönköping, où elle se termine à sa jonction avec la route européenne 4.
Elle est principale liaison entre Kalmar et Jönköping.
La longueur de la route nationale 31 est d'environ 174 kilomètres, dont 70 kilomètres sont partagés avec les routes nationales 47 et 40.

## Tracé
| Km     | Lieu                 | Carte interactive |
| ------ | -------------------- | ----------------- |
| 0 km   | Nybro                |                   |
|        | Orrefors             |                   |
|        | Flygsfors            |                   |
|        | Gullaskruv (sv)      |                   |
|        | Målerås              |                   |
|        | Lenhovda             |                   |
|        | Norrhult-Klavreström |                   |
|        | Korsberga            |                   |
|        | Vetlanda             |                   |
|        | Ekenässjön           |                   |
|        | Björköby             |                   |
|        | Stensjön             |                   |
|        | Nässjö               |                   |
|        | Äng                  |                   |
|        | Forserum             |                   |
|        | Tenhult              |                   |
| 180 km | Jönköping            |                   |